# イングリッシュマン・イン・ニューヨーク (スティングの曲)
「イングリッシュマン・イン・ニューヨーク」(Englishman in New York) は、イングランドのアーティストであるスティングの楽曲。

## 概要
1987年10月にリリースされた彼の2枚目のスタジオ・アルバム『ナッシング・ライク・ザ・サン』に収録された。この曲では、ブランフォード・マルサリスがソプラノ・サクソフォーンを演奏しており、ドラムスはマヌ・カチェ、パーカッションはミノ・シネルがそれぞれ演奏している。
この曲のシングルは、アルバムからの3枚目のシングルとして1988年2月にリリースされたが、全英シングルチャートでは、51位どまりに終わった。アメリカ合衆国では、1988年4月に Billboard Hot 100で84位となり、『ビルボード』誌の Mainstream Rock chart では、同じ月のうちに32位となった。しかし、大陸ヨーロッパでは、より大きな成功を収め、いくつもの国でヒット曲となり、フランス、オランダ、スペイン、ベルギーなどではトップ40圏内に入り、トップ20圏内に入ったところもあった上、アイルランドでもトップ20に入った。南アフリカ共和国では、最高9位となった。
日本では1988年に富士フイルム・ビデオテープのコマーシャルソングに起用された。
1990年、スティングが3枚目のスタジオ・アルバム『ソウル・ケージ』をリリースする直前、スティングのレコード・レーベルは、オランダ人DJで音楽プロデューサーのベン・リーブランドに「イングリッシュマン・イン・ニューヨーク」をリミックスしてシングルとしてリリースすることを許可した。このリミックスは導入部が加えられ、楽器の音も追加されているているが、歌唱部分はほぼそのまま使われている。この新しいバージョンは、商業的に成功を収め、1990年の半ばには全英シングルチャートで15位まで上昇した。
2010年、スティングはアルバム『シンフォニシティ (Symphonicities)』のために自らこの曲のオーケストラ・バージョンを再録音した。

## 歌詞の内容
ここで言及されている「イングリッシュマン（イングランド人）」とは、奇人として有名なゲイ・アイコンだったクエンティン・クリスプのことである。スティングがこの曲を書いたのは、クリスプがロンドンから、マンハッタンのバワリーのアパートに移り住み、スティングに冗談めかして「帰化認可を受け取れるのを待ってるんだ、そうすれば犯罪を犯しても送還されずに済むからね」と語ってから程ない頃のことであった。

## ミュージック・ビデオ
この曲のビデオは、デヴィッド・フィンチャーが監督してモノクロの映像で制作され、ニューヨークで撮影されたスティングや彼のバンドのメンバーが登場する場面とともに、このビデオのために撮影されたクエンティン・クリスプの姿が捉えられている。ビデオの最後、楽曲がフェードアウトした後には、高齢の男性の声で「If I have an ambition other than a desire to be a chronic invalid, it would be to meet everybody in the world before I die... and I'm not doing badly.（もし私が、慢性病患者になりたいという望み以外に大きな野望をもつとしたら、それは死ぬ前に世界中のすべての人々と会いたいということになるかな ... まあ実際、結構うまくやってるが）」という語りが入っていた。2011年に、公式ビデオは、この語りが削除されたバージョンに置き換えられた。

## トラックリスト
- 12" Single (AMY 431)

1. "Englishman in New York" – 4:25
2. "Ghost in the Strand" – 2:33
3. "Bring on the Night"/"When the World Is Running Down" (Live) – 11:42

- 7" Single (AM 1200)

1. "Englishman in New York" – 4:25
2. "If You There" – 4:08

- CD Maxi Single (75021 2370 2)

1. "Englishman in New York" – 4:03
2. "Someone to Watch Over Me" – 4:35
3. "Up from the Skies" – 10:07

- 日本盤 8cm CD (S12Y3025)[12]

1. イングリッシュマン・イン・ニューヨーク (Englishman in New York)
2. サムワン・トゥ・ウォッチ・オーバー・ミー (Someone to Watch Over Me)
3. 空より高く (Up from the Skies)

## チャート
| チャート（1988年）                                 | 最高位 |
| -------------------------------------------------- | ------ |
| ベルギー ウルトラトップ                            | 16     |
| フランス 全国音楽出版組合 (SNEP)                   | 30     |
| カナダ RPM カナダ・トップ・シングル                | 60     |
| アイルランド アイルランド・レコード音楽協会 (IRMA) | 12     |
| オランダ ネーダラントス・トップ40                  | 9      |
| スペイン AFYVE                                     | 21     |
| イギリス 全英シングルチャート                      | 51     |
| アメリカ合衆国 Billboard Hot 100                   | 84     |
| アメリカ合衆国 Billboard Mainstream Rock Tracks    | 32     |

| チャート（1990年）            | 最高位 |
| ----------------------------- | ------ |
| イギリス 全英シングルチャート | 15     |

| チャート（2019年） | 最高位 |
| ------------------ | ------ |
| ポーランド ZPAV    | 81     |

## 認定
| 国/地域                          | 認定   | 認定/売上数 |
| -------------------------------- | ------ | ----------- |
| デンマーク (IFPI Danmark)        | Gold   | 45,000      |
| イギリス (BPI)                   | Silver | 200,000     |
| 認定のみに基づく売上数と再生回数 |        |             |

## カバー
- 1988年、長山洋子がアルバム『トーキョー・メニュー』の中でこの曲をカバーしている（日本語詞：南海子）。
- 1993年、シャインヘッド（英語版）は、この曲の一部を改変して、曲名も「ジャマイカン・イン・ニューヨーク (Jamaican in New York)」としたバージョンを発表した。1993年4月、この曲は全英シングルチャートで30位まで上昇した。
- 1998年、ベネズエラ人たちのバンド、キング・チャンゴ（英語版）は、「ベネズエラン・イン・ニューヨーク Venezuelan in New York)」としたバージョンをVarious Artists扱いのポリスへのトリビュート・アルバム『Outlandos d’Americas - Tributo a Police (A Tribute to The Police)』に収録した[21]。楽曲のインストゥルメンタルの部分は、クンビアやダンスホールといったラテン系のリズムを使って作り直されている。
- 2007年、山崎まさよしがアルバム『COVER ALL YO!』の中でこの曲をカバーしている。
- 2015年、クリス・キャブ（英語版）が、テファ&ムース (Tefa & Moox) とウィリー・ウィリアム（英語版）をフィーチャーしてこの曲をカバーした。このバージョンは、フランスの公式シングル・チャートである全国音楽出版組合 (SNEP) のチャートで16位まで上昇した[22]。この曲は、ベルギーのワロン地域のシングル・チャートである Ultratip のチャートにも入った[23]。
- 2015年、日本の歌手 Majiko は、シングル「Mirror」のボーナス・トラックに、この曲のカバーを収録した[24]。
- 2018年、JUJUがアルバム『DELICIOUS 〜JUJU's JAZZ 3rd Dish〜』の中でこの曲をカバーした（久保田利伸とのデュエットバージョン）。

### 日本語による替え歌
- 2007年には種浦マサオが替え歌として「関西人 in Tokyo」を発表した[25]。
- お笑い芸人のRG（レイザーラモン）は、テレビ番組のネタパレでこの曲に乗せてあるあるを歌うネタを披露した。
- 藤井風は2017年11月3日YouTubeにてカバー動画を出している。